# Příze tvarované pěchováním

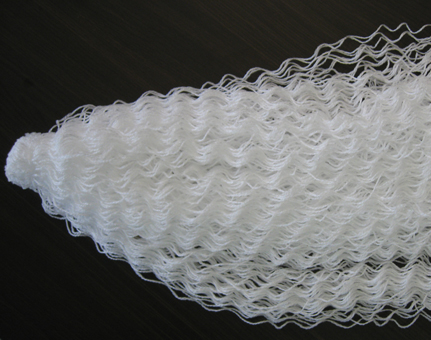
Polyamidový filament tvarovaný pěchováním

Tvarování pěchováním je mechanické obloučkování příze s následnou tepelnou stabilizací tvaru.

## Princip
Vlákna se přivádějí do válcovité komory, kde se ukládají do klikatého útvaru a pěchují tlakem pístu. Vznikající zoubkovité zkadeření se stabilizuje horkým vzduchem během pěchování nebo v přídavném fixačním zařízení. Vlákna si po pěchování uchovají pevnost, trvanlivost, schopnost rychle schnout a získají měkký omak, plnost, roztažnost (15-25%), navlhavost a afinitu k barvivům.

## Uplatnění tvarovací technologie a použití pěchovaných přízí
- Velká část přízí na koberce se tvaruje jako tzv. Bulk Continuous Filament (≈ filament s průběžným objemováním, mezinárodní zkratka BCF). Jsou to výrobky hlavně z polypropylenových nebo polyamidových vláken, ze kterých se zhotovují více než 2/3 textilních podlahových krytin. Podrobnější popis BCF obsahuje článek BCF příze.[1]

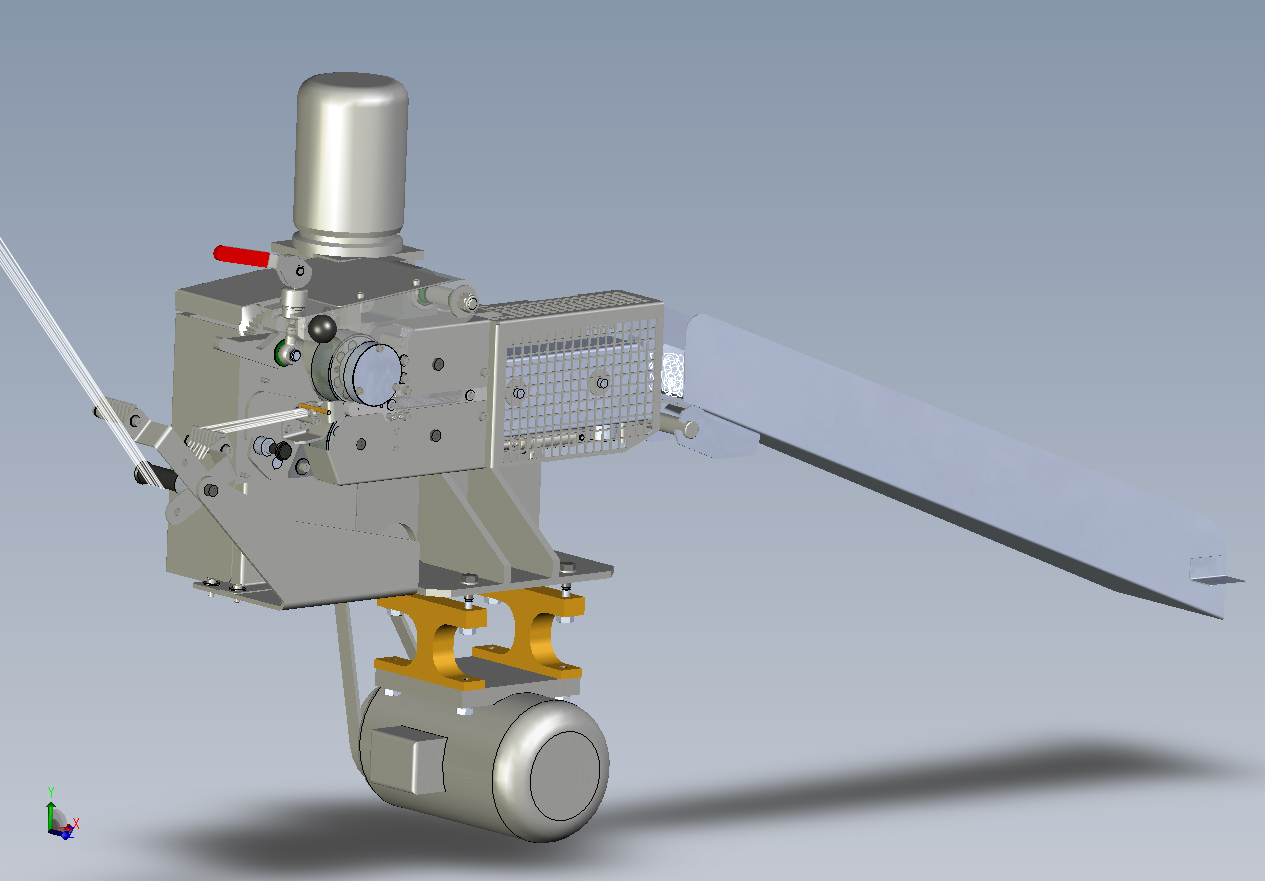
Pěchovací komora Twinrollbox

Jedno z pěchovacích zařízení je Twinrollbox (snímek vpravo). Například na agregátu se šesti paralelně běžícími Twinrollboxy se mohou současně tvarovat režně bílé a barvené filamenty a příze s různou intenzitou zkadeření. Ve světě bylo dosud (2010) instalováno přes 1000 takových zařízení, každé s maximální teoretickou kapacitou 2,3 tuny příze za hodinu. (Z toho se dá odhadovat, že by se jen na těchto strojích dalo tvarovat asi 30 % celkové světové výroby filamentů )
- V oděvním sektoru, kde se pěchované příze z polyakrylu, polyesteru a polyamidu používaly už v 50. letech minulého století, se s současné době udržuje už jen druh (resp. technologie) banlon (nebo bani-lon). Pod tímto názvem se nabízejí např. polokošile a svetříky ve stylu módy 50. a 60. let, kdy byly velmi oblíbené. [3]

Pro tento účel se zpracovávají jemnější filamenty (asi 7-20 tex). Tvarovací zařízení se dá instalovat na soukací hlavy, kde se příze odvíjí z potáče, pěchuje a zároveň stabilizuje v elektricky zahřívané komůrce, chladí a navíjí na křížovou cívku.
- V Československu se bylo v 60. letech minulého století pod názvem Novalon vyvinuto podobné zařízení, k jeho širšímu využití však nedošlo.[4]

- Jako pěchovaná příze se (v němčině) označuje také produkt technologie knit-de-knit (příze z rozpárané pleteniny se termofixuje a znovu zpracovává v pletárně).[5]